# Chavornay (Suíça)
Chavornay é uma comuna da Suíça, situada no distrito de Jura-Nord Vaudois, no cantão de Vaud. Tem 11,07 km² de área e sua população em 2018 foi estimada em 5.000 habitantes.